# دهستان شوراب تنگزی
دهستان شورابِ تَنگَزی از توابع بخش مرکزی شهرستان کوهرنگ در استان چهارمحال و بختیاری است و مرکز آن شهر چلگرد می باشد.

## جمعیت
بر اساس سرشماری سال ۱۳۸۵ جمعیت آن ۵٬۵۶۲ نفر (۱٬۰۶۸ خانوار) بوده‌است. همچنین طبق سرشماری سال 1395 جمعیت آن 5431 نفر (1489 خانوار) بوده است. 